# Epimecis patronaria
Epimecis patronaria là một loài bướm đêm trong họ Geometridae.